# Stare Siołkowice

Stare Siołkowice (tyska Alt Schalkowitz) är en by med cirka 2 400 invånare i Opole vojvodskap i sydvästra Polen.